# تاتار چورک
تاتار چورک (نان تاتاری) یکی از شیرینی‌های سنتی است که معمولاً برای پذیرایی ترکمن در عروسی‌ها و عیدها تهیه می‌شود و به عنوان یک میان‌وعده در کنار چای استفاده می‌شود. ترکمن‌ها در استان گلستان از شرق تا غرب آن سکونت دارند اما شرق استان و شهرستان‌های گنبدکاووس، کلاله و مراوه تپه دارای جمعیت عمده‌ای از این قومیت هستند. این شیرینی سنتی را بسته به سلیقه کدبانوی خانه می‌شود به رنگ‌های مختلف سفید (با جدا کردن زرده تخم مرغ از سفیده آن) و قهوه‌ای (با افزودن پودر کاکائو به روی تخم مرغ‌ها) درآورد.